# شهزاد أرباب
محمد شهزاد أرباب موظف مدني باكستاني متقاعد عمل مستشارًا لرئيس الوزراء عمران خان من أغسطس 2018 إلى 10 أبريل 2022. قبل تقاعده من الخدمة المدنية، عمل أرباب كوزير للتجارة في باكستان وسكرتير خيبر باختونخوا. 
يُعرف شهزاد أرباب أنه أحد أفراد عائلة أرباب البارزة في ولاية خيبر بختونخوا، لعب دورًا رئيسيًا في إصلاحات المناطق القبلية الاتحادية لعام 2017 خلال فترة عمله كسكرتير اتحادي زعفران. كما شغل سابقًا منصب السكرتير العام لآزاد كشمير والسكرتير الإضافي في أيوان الصدر.